# San Augustín (navio de 1768)
O San Agustín foi um navio de linha da Armada Espanhola, de duas coberturas, 74 canhões, construido nos estaleiros reais de Guarnizo, na Cantábria, em 1768 por Francisco Gautier. Em 1797 estava ao mando de Juan José Ruiz, que conseguiu burlar a persequição inglesa no Cabo de São Vicente e Vigo.

## História
A 19 de abril de 1777, após ser separado do comboio por causa de um tempestade, ele encontrou-se com frota de nove navios portugueses que patrulhavam visando cortar o fornecimento de suprimentos espanhóis a mando do capitão irlandês Robert MacDouall. Engajou-se em combate com a fragata Nossa Senhora do Pilar de 26 canhões e com o navio de 70 canhões Nossa Senhora dos Prazeres. Depois de uma noite de perseguição se rendeu e foi incorporado à esquadra portuguesa sob o nome de Santo Agostinho.
Finalmente regressaria a Armada Espanhola ao firmar-se o Tratado de Paz de 1 de outubro de 1777.
Em 1805 se uniu a esquadra do tenente general Domingo Pérez de Grandallana.

### Batalha de Trafalgar
Na Batalha de Trafalgar era comandado por Felipe de Jado y Cagigal e a bordo do mesmo encontravam-se 711 homens. Tomou formação na cauda da frota franco-espanhola, a qual ao virar-se à procura dos navios britânicos deixaram-no situado na vanguarda do ataque dos Aliados. Assim, sua coberta se partiu ao primeiro canhonaço na batalha, ficando rodeado por vários navios da esquadra comandada por Nelson: o Leviathan, o Conqueror, o Africa e o Britannia.
Ele lutou por horas repelindo duas abordagens. No terceiro, com os sobreviventes abrigados na popa e vendo os ingleses a situação irrecuperável do navio, desmastreado e fazendo água, consideraram mais adequado propor o término do combate. Esta solução só foi aceita por Jado y Cagigal quando lhe foi assegurado que a bandeira espanhola não seria arriada, enquanto não ocorresse o afundamento do navio. Naquele momento, o balanço de baixas no San Agustín era de 180 mortos e 200 feridos. Os outros homens foram presos e levados para Gibraltar com o comandante.
Afundou em 29 de outubro após ter sido incendiado pelos ingleses na ausência de possibilidades para rebocá-lo.